# Песегейру
Песеге́йру (порт. Ilha do Pessegueiro) — небольшой остров в Португалии в регионе Алентежу, относится к приходу (фрегезии) Порту-Кову округа Сетубал.
Находится в 250 метрах от побережья Атлантического океана, примерно в 5 км от Порту-Кову, между портами Синиш и Вила-Нова-де-Милфонтеш. Является частью национального парка Parque Natural do Sudoeste Alentejano e Costa Vicentina. На острове расположен форт XVI века.

## История
История острова восходит к Карфагену до начала Второй Пунической войны (218—202 до н. э.). Во время завоевания римлянами Испании на остров был построен небольшой заводик по переработке рыбы, о чём свидетельствуют обнаруженные там ёмкости с остатками соли. Для защиты против захватчиков во время Иберийской унии природная защита местности была усилена искусственным скалистым барьером, соединяющим остров с береговой линией.
В 1590 году было начато строительство форта де Сан-Альберто. Форт был построен на доминирующем месте острова с целью оказания военной поддержки крепости на материке. Работа над проектом форта была прекращена в 1598 году, вместо него была начата постройка форта Вила Нова де Мильфонтес.